# Organische Farbmittel
Organische Farbmittel sind Farbstoffe oder Pigmente, die in der organischen Chemie beschrieben werden, also Kohlenstoff enthalten.
Natürliche organische Farbstoffe wie Purpur und Indigo stellen den weitaus kleinsten Teil aller heutzutage verwendeten organischen Farben dar. In den allermeisten Fällen handelt es sich um leicht anregbare aromatische Grundstrukturen als Chromophore, die selten ein natürliches Analogon besitzen, deren Wert aber in ihrer chemischen Stabilität und hohen Modifizierbarkeit besteht.
Zu den meist synthetisch hergestellten Farbmitteln gehören:
- Carbonylfarbmittel
  - Chinone
  - Indigoide Farbmittel
  - Chinacridone
  - PTCDA
- Cyaninfarbmittel wie Di- und Triphenylmethanfarbstoffe, Chinonimine
- Azofarbmittel (Azofarbstoffe)
- Isoindolinpigmente
  - Azomethine
  - Methine
- Phthalocyanine
- Dioxazinfarbmittel

Verwendung finden organische Farbmittel bei der Herstellung von Lacken, in der Textil- und Lebensmittelindustrie, bei der Herstellung von organischen Leuchtdioden und in der Kosmetikherstellung.

## Natürliche organische Farbmittel
pflanzlichIndigo, Färberkrapp, Gelbholz, Blauholz, Rotholz, diverse Färberpflanzen
tierischCochenille, Kermes, Purpur